# سيد دين
سيد دين (بالإنجليزية: Sid Deane)‏ هو لاعب دوري الرغبي أسترالي، ولد في 1885 في North Sydney ‏ في أستراليا، وتوفي في 19 أكتوبر 1967 في Dee Why ‏ في أستراليا.